# زانکت زباشتیان
زانکت زباشتیان (به آلمانی: Sankt Sebastian) یک شهر در آلمان است که در ماین-کبلنتس واقع شده‌است. زانکت زباشتیان ۲٬۴۸۰ نفر جمعیت دارد.